# Hermann Duncker
Pour les articles homonymes, voir Duncker.
Carl Hermann Rudolf Duncker (né le 5 janvier 1817 à Berlin et mort le 12 décembre 1893 à Charlottenbourg près de Berlin) est un avocat administratif prussien et un homme politique libéral. Il est député de la Chambre des représentants de Prusse de 1859 à 1861, (deuxième) maire de Berlin de 1872 jusqu'à sa mort et maire exécutif en 1878.

## Biographie
Duncker est le fils de l'éditeur Karl Duncker, cofondateur de la maison d'édition Duncker & Humblot. Le frère aîné Maximilian Duncker est professeur d'histoire à Halle, homme politique libéral modéré, conseiller du prince héritier Frédéric-Guillaume (futur empereur Frédéric III) et directeur des archives de l'État prussien de 1867 à 1874. Le frère aîné Alexandre est strictement conservateur, fonde sa propre maison d'édition et devient libraire de la cour du roi Frédéric-Guillaume IV. Le frère cadet Franz est cofondateur du Parti du progrès libéral de gauche et des associations syndicales de Hirsch-Duncker.
Duncker étudie au lycée Frédéric-Guillaume de Berlin, puis le droit et les sciences politiques à l' Université Frédéric-Guillaume de Berlin. Le professeur de droit privé Friedrich Carl von Savigny et le constitutionnaliste Eduard Gans ont une grande influence sur lui. Après le premier examen d'État, il travaille d'abord comme auscultateur au tribunal de la ville de Berlin à partir de 1837. Après l'examen de stage, il se rend au tribunal régional supérieur d'Arnsberg (de) en 1839. Deux ans plus tard, il retourne à Berlin en tant qu'assesseur au tribunal de chambre et est commissaire spécial à Belzig depuis 1843. Peu de temps après, il rejoint le gouvernement du district de Posen. Là, il est, entre autres, conseiller juridique du collège scolaire provincial et du consistoire de la province ecclésiastique de Posen (de).

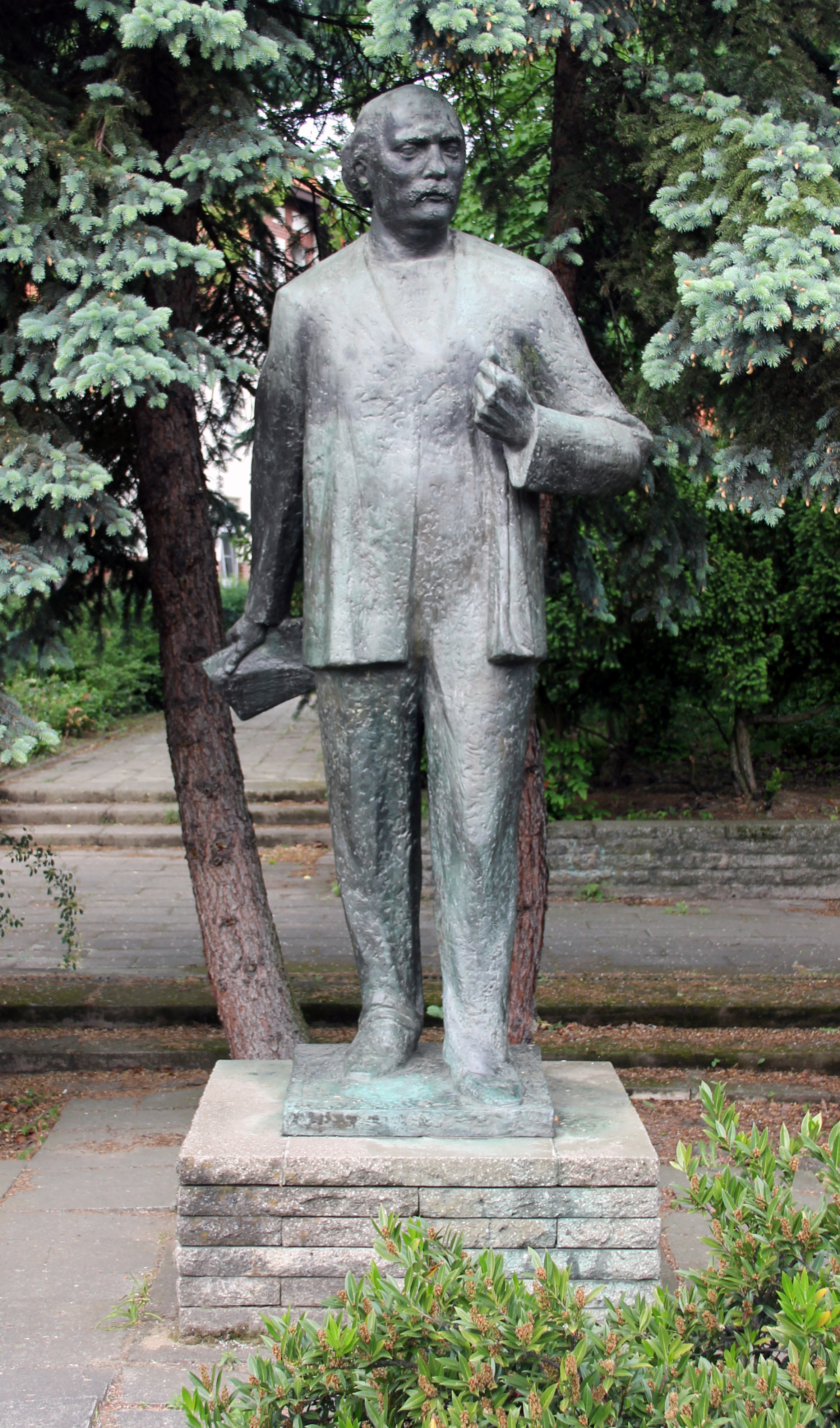
Statue à Berlin-Karlshorst, sculpteur Walter Howard

En 1846, Duncker entre au service de la ville de Berlin en tant que conseiller municipal rémunéré. Avec d’autres, il défend des approches politiques plus libérales. En mars 1848, il écrit dans un mémorandum divers souhaits de réforme politique locale. Cependant, la majorité du magistrat refuse de l'envoyer au roi. Peu de temps après, Duncker fait partie de la délégation qui exige que Frédéric-Guillaume IV retire ses troupes de la ville. Duncker est député de l'Assemblée nationale prussienne pendant la révolution de 1848 et y siège au centre. Entre 1859 et 1861, il est membre de l'ancienne faction libérale Vincke à la Chambre des représentants de Prusse. Comme son frère Franz, Hermann Duncker est l'un des membres fondateurs de l' Association nationale allemande en 1859.

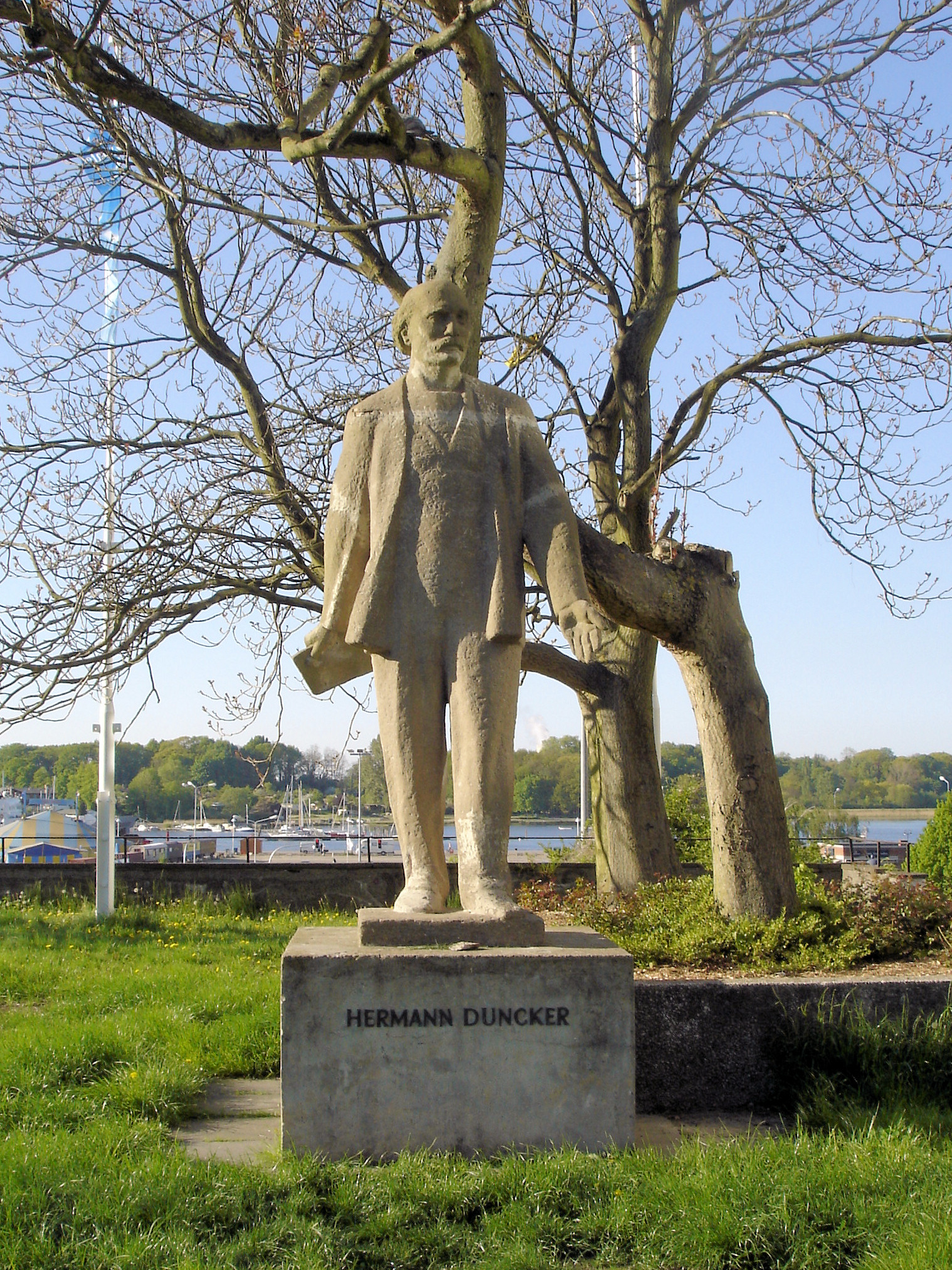
Statue à Rostock, photo, aussi Walter Howard

En 1860, il est nommé syndic de la ville de Berlin. De 1861 à 1864, Duncker est président de la commission des pauvres, puis de 1864 à 1872, chef de la députation scolaire. Depuis 1872, il est maire de Berlin avec le caractère de conseiller gouvernemental secret. Cela fait de lui le deuxième homme du magistrat et adjoint au maire. Pendant la vacance entre Arthur Hobrecht et Max von Forckenbeck, Duncker est maire d'avril à novembre 1878.

## Honneurs
Une rue de Berlin-Prenzlauer Berg porte son nom. La Treskowallee (de) à Berlin-Karlshorst s'appelle Hermann-Duncker-Straße entre 1961 et 1992.
Une statue en bronze se dresse depuis 1976 près de la gare de Berlin-Karlshorst et un monument en béton à Hermann Duncker se dresse au centre de Rostock depuis 1977. Sur le campus de l'ancienne école syndicale de Bernau (de) se trouve une pierre commémorative avec une frise en bronze représentant un dicton de Duncker.